# Себаштьян, Педру
Жозе Педру Себаштьян Мужимбу (порт. Jose Pedro Sebastião Mujimbo; 6 ноября 1952, Нзето) — ангольский генерал, политик и военный дипломат, видный деятель МПЛА, участник гражданской войны, проводник жёсткого курса. В 2017—2021 — государственный министр и начальник президентской службы безопасности. С 2018 — член Политбюро МПЛА. Считался доверенным силовиком президента Лоренсу, но был заменён на правительственном посту генералом Фуртадо.

## Активист МПЛА
Родился в семье баконго из северной провинции Заире. Его отец был военным, мать — сестрой губернатора. Учился в Промышленной школе Луанды. В 1973 поступил на службу в португальские колониальные войска. Однако уже в 1974, после Португальской революции и в начале процесса деколонизации, Педру Себаштьян вступил в марксистское движение МПЛА. Участвовал в последних столкновениях с португальцами в анклаве Кабинда.
В 1976—1978 обучался в СССР на курсах Выстрел. По военной специальности — парашютист-десантник.

## Генерал ангольской армии
Вернувшись в Анголу, Педру Себаштьян занимал ряд командных должностей в правительственной армии ФАПЛА. Руководил армейской системой политической подготовки, пропаганды и агитации. Активно участвовал в гражданской войне против повстанческого движения УНИТА, в том числе в битве при Куито-Куанавале. Имеет звание генерала вооружённых сил Анголы.
Педру Себаштьян входил в состав правительственных делегаций на переговорах с ЮАР в 1984 по урегулированию пограничной войны и на переговорах с УНИТА в 1991, закончившихся подписанием Бисесских соглашений. Выступал за активное военно-политическое участие Анголы в африканских конфликтах — в ЦАР, ДР Конго, Южном Судане. Участвовал в военно-разведывательных миссиях вместе с Фернандо Миалой.
В 1992 Педру Себаштьян был назначен заместителем министра обороны. С 1995 по 1999 — министр обороны Анголы. В 2002—2012 — губернатор провинции Заире. Занимал пост военного атташе в Гвинее. С 2002 по 2017 — депутат ангольского парламента от МПЛА.

## Назначение при новом президенте
30 сентября 2017 — через четыре дня после того, как Жозе Эдуарду душ Сантуша сменил на посту президента Жуан Лоренсу — Педру Себаштьян был назначен государственным министром и начальником президентской службы безопасности. Он также возглавил военную канцелярию президента — должность координатора всех силовых структур Анголы. На этих постах Себаштьян сменил Мануэла Виейру (он же Копелипа).
Виейра-Копелипа считался доверенным силовиком душ Сантуша. Его отстранение являлось знаковым действием нового президента, заявкой как минимум на серьёзную кадровую чистку и антикоррупционную кампанию. Назначение на место Копелипы сделало Себаштьяна по-своему знаковой фигурой, символом нового курса. В то же время эксперты считали его позицию «непрояснённой» и относили скорее к консервативным деятелям МПЛА.
На VI съезде МПЛА, экстренно проведённом 8 сентября 2018, Педру Себаштьян был введён в состав высшего партийного органа — Политбюро ЦК.

## Госминистр по безопасности

### Силовое администрирование
Педру Себаштьян повёл демонстративную кампанию экономии, развил антикоррупционную риторику, прекратил практику хранения в штаб-квартире крупных сумм наличности, характерную для Копелипы. В его управленческом стиле акцентировался разрыв с наследием Виейры, хотя прямых заявлений такого рода не делалось. В августе 2019 военной прокуратурой по указанию Себаштьяна был задержан генерал Луиш Симан Эрнешту, занимавший при Копелипе важные посты в военной канцелярии президента душ Сантуша. Себаштьян лично провёл с ним беседу, по результатам которой Копелипа передал государству часть своих активов.
В своих выступлениях Себаштьян подчёркивал экономические функции силовых структур, их хозяйственные проекты — необходимые, по его мнению, в обстановке острого финансового кризиса. Из непосредственно силовых задач выделял борьбу с пиратством в Гвинейском заливе.
В ведении Педру Себаштьяна как госминистра оказались вопросы трудовой миграции и положение в алмазодобывающей отрасли. Он занял ужесточил контроль за добычей алмазов, осуществил депортации нелегальных мигрантов. При этом Себаштьян отвергал обвинения ангольского правительства в «ксенофобском» отношении к рабочим из ДР Конго. В марте 2020 президент расширил административные полномочия Себаштьяна — он был назначен руководителем межведомственной комиссии по борьбе с пандемией COVID-19.

### Политические выступления
Первые годы правления Жуана Лоренсу отметились «ангольской оттепелью». Однако генерал Себаштьян воспринимался как представитель «жёсткой линии». Выступая перед депутатами парламента, он подчёркивал необходимость укрепления силовой составляющей государства, в том числе военное вмешательство за пределами Анголы — дабы «тот, кто собирается пойти против нас, дважды об этом задумался». В то же время Себаштьян высказался за перераспределение средств выделяемых на оборону и безопасность: увеличение доли закупок оснащения при некотором урезании содержания персонала. Для Себаштьяна характерно поддержание своеобразного культа армии, памяти о гражданской войне и победе МПЛА (особенно это касается военно-воздушных сил и парашютно-десантных войск, из которых происходит он сам).
Педру Себаштьян весьма негативно отзывался об оппозиционной УНИТА, обвиняя в стремлении заработать политический капитал на перезахоронении Жонаша Савимби. Подчёркивая ценность и важность гражданского мира, Себаштьян особо отмечал роль правительства в его поддержании и давал понять, что политический радикализм, угрожающий вооружённым конфликтом, будет жёстко пресекаться властями. Характерно, что такое выступление было произнесено в Луэне, где традиционно сильны позиции УНИТА и погиб в бою Жонаш Савимби.
Со своей стороны, руководство УНИТА обвиняло Себаштьяна в несоответствии процессу национального примирения. Возникали даже предположения о сознательных действиях Себаштьяна вразрез с президентской позицией. В итоге президент Лоренсу отстранил Себаштьяна от участия в организации перезахоронения Савимби.

## Отстранение от должности
31 мая 2021 Педру Себаштьян был снят с должности госминистра и начальника президентской СБ. На этот пост назначен Франсишку Фуртадо — влиятельный генерал и крупный бизнесмен, выходец с Кабо-Верде. Одновременно были произведены несколько других замен в руководстве силового блока.
Комментаторы объяснили это новым этапом противостояния президента Лоренсу с прежним правящим кланом душ Сантуша: в отличие от Себаштьяна, Фуртадо давно и остро конфликтовал с бывшим президентом. Служебный же и политический курс Фуртадо в принципе не отличается от жёсткой линии Себаштьяна.
В то же время Педру Себаштьян сохранил позиции в партийном руководстве МПЛА, остаётся депутатом парламента. Причисляется к консервативному крылу правящей партии, подобно таким деятелям, как Дину Матрос.